# Municipio de East Boone
El municipio de East Boone (en inglés: East Boone Township) es un municipio ubicado en el condado de Bates en el estado estadounidense de Misuri. En el año 2010 tenía una población de 538 habitantes y una densidad poblacional de 6,52 personas por km².

## Geografía
El municipio de East Boone se encuentra ubicado en las coordenadas 38°26′11″N 94°27′14″O / 38.43639, -94.45389. Según la Oficina del Censo de los Estados Unidos, el municipio tiene una superficie total de 82.48 km², de la cual 82,2 km² corresponden a tierra firme y (0,34 %) 0,28 km² es agua.

## Demografía
Según el censo de 2010, había 538 personas residiendo en el municipio de East Boone. La densidad de población era de 6,52 hab./km². De los 538 habitantes, el municipio de East Boone estaba compuesto por el 96,28 % blancos, el 0,74 % eran afroamericanos, el 0,56 % eran amerindios, el 0,56 % eran de otras razas y el 1,86 % eran de una mezcla de razas. Del total de la población el 2,23 % eran hispanos o latinos de cualquier raza.